# Río Marataika
El río Marataika (del ruso: Маратайка) es un río del óblast de Tiumén, en Rusia. Es un afluente por la izquierda del Yauziak, que lo es del río Vagái, que lo es del río Irtish, y éste a su vez del río Obi, a cuya cuenca hidrográfica pertenece.

## Geografía
Su curso tiene 8 km de longitud. Nace a unos 67 m sobre el nivel del mar en el lago Maratái, en el pantano Chístoye. Desde el lago, traza curvas hacia el sureste y noreste en la mitad superior de su recorrido hasta recibir a su mayor afluente, por la derecha, tras lo que toma dirección predominante al este, dejando en su curso multitud de meandros, brazos muertos y pequeñas islas, antes de desembocar a 63 m de altura en el Yauziak 1.5 km al norte del lago Bolshoye Shchuche, en el pantano Shchuche, a 18 km de su desembocadura en el río Vagái al sur de Beguitino.
No hay localidades en su curso.